# Tuva River
Tuva River är ett vattendrag i Fiji.   Det ligger i divisionen Västra divisionen, i den västra delen av landet, 120 km väster om huvudstaden Suva. Tuva River ligger på ön Viti Levu.